# Hans Gillhaus
Hans Gillhaus (* 5. listopad 1963) je bývalý nizozemský fotbalista.

## Reprezentace
Hans Gillhaus odehrál 9 reprezentačních utkání. S nizozemskou reprezentací se zúčastnil Mistrovství světa 1990.

## Statistiky
| Nizozemsko | Nizozemsko | Nizozemsko |
| Roky       | Záp.       | Góly       |
| ---------- | ---------- | ---------- |
| 1987       | 2          | 2          |
| 1988       | 0          | 0          |
| 1989       | 0          | 0          |
| 1990       | 5          | 0          |
| 1991       | 0          | 0          |
| 1992       | 0          | 0          |
| 1993       | 0          | 0          |
| 1994       | 2          | 0          |
| Celkem     | 9          | 2          |